# 우에다 교통
우에다 교통(일본어: 上田交通, うえだこうつう)은 나가노현 우에다시에서 부동산 사업등을 운영하고, 철도, 버스, 택시, 호텔 사업도 겸업하는 회사이다. 도쿄 급행 전철 계열이다.
1916년 마루코 주식회사라는 이름으로 설립되었고, 1939년 우에다 전철로 변경되었으며, 1969년 우에다 교통으로 회사명을 변경했다.
1999년에 버스 부문을 조덴 버스(일본어: 上電バス)으로, 2005년에 철도 부문을 우에다 전철(일본어: 上田電鉄, うえだでんてつ)으로 각각 분리했다. 우에다 전철은 우에다 교통의 하부 계열 회사이다.

## 철도 사업

### 철도 노선
- 벳쇼 선 - 우에다 전철이 운영한다.

### 보유 차량

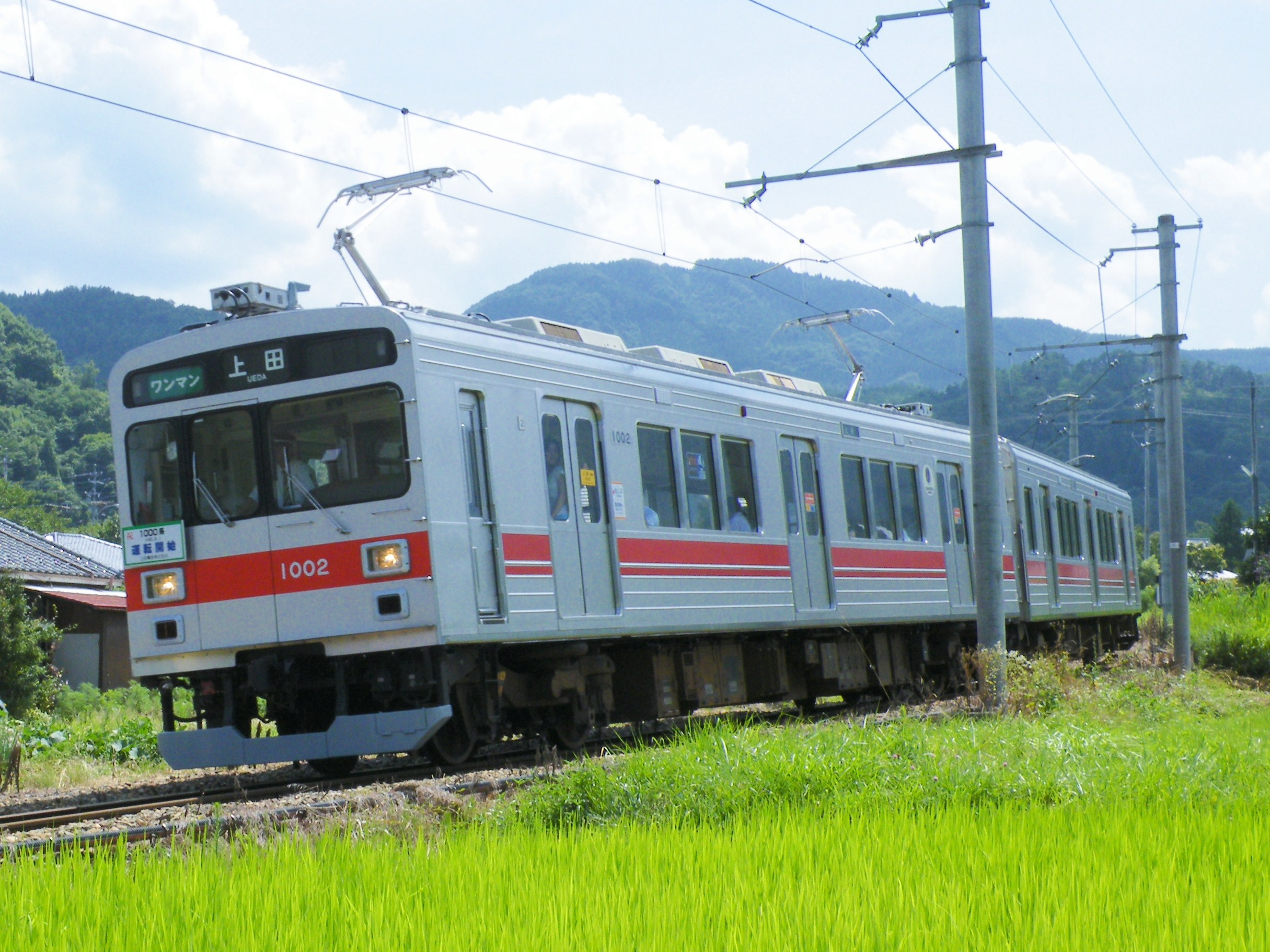
7200계
- 1000계

- 1000계